# Ärztlicher Notdienst
Der ärztliche Notdienst ist eine Vertretung des behandelnden Arztes oder des Hausarztes außerhalb der üblichen Sprechstundenzeiten und ist für Erkrankungen gedacht, deren Behandlung nicht bis zum nächsten Werktag warten kann.
Der ärztliche Notdienst behandelt Patienten, deren Erkrankung zu dringend ist, um bis zur nächsten regelmäßigen Sprechstunde eines Arztes zu warten, aber nicht so dringend, dass die Benachrichtigung des Rettungsdienstes nötig wäre. Oft wird der ärztliche Notdienst von niedergelassenen Ärzten geleistet.

## Notdienstzentralen
Da der ärztliche Notdienst meist von wechselnden Ärzten mit verschiedenen Zuständigkeitsbereichen geleistet wird, gibt es üblicherweise eine Notdienstzentrale als ersten Ansprechpartner für Patienten.
Die Aufgaben von Notdienstzentralen sind:
- Vermittlung von Vertretungsärzten des Hausarztes
- Telefonische Beratungen
- Koordination der Vertretungsärzte, die Hausbesuche machen, Bekanntgabe von offenen Arztpraxen sowie Notfallpraxen zu bestimmten Zeiten.

Notdienste halten auch Kontakt zum Rettungsdienst und zu den Notaufnahmen der Krankenhäuser und verweisen Fälle der Medikamentierung an Nacht- und Bereitschaftsapotheken.

## Abgrenzung zum Notarzt
Auf Grund der Namensähnlichkeit wird der ärztliche Notdienst häufig mit dem Notarzt, der Teil des Rettungsdienstes ist, verwechselt. Analog werden die Patienten des ärztlichen Notdienstes oft mit Notfallpatienten verwechselt.
Der ärztliche Notdienst wird durch niedergelassene Ärzte fast aller Fachrichtungen gestellt. Er stellt die Vertretung der Hausärzte außerhalb ihrer regulären Öffnungszeiten dar. Dementsprechend ist der ärztliche Notdienst Ansprechpartner in dringlichen, aber nicht akut lebensbedrohlichen Fällen. Die Versorgung erfolgt je nach Erfordernis in den Räumlichkeiten des ärztlichen Notdienstes oder als Hausbesuch. In Abhängigkeit von örtlicher Organisation und Patientenaufkommen erfolgt ein Hausbesuch meist innerhalb von einer bis drei Stunden.
Die Versorgung akut lebensbedrohlicher Erkrankungen hingegen obliegt dem Notarzt in Zusammenarbeit mit dem Rettungsdienstpersonal. Notärzte sind im Gegensatz zum ärztlichen Notdienst speziell in Notfallmedizin ausgebildet und müssen je nach Bundesland den Fachkundenachweis Rettungsdienst oder die Zusatzbezeichnung Notfallmedizin erworben haben. Der Notarzt ist rund um die Uhr erreichbar und muss den Einsatzort innerhalb weniger Minuten nach Eingehen des Notrufs, der sogenannten Hilfsfrist, erreichen können.
Bis auf wenige Ausnahmen ist der ärztliche Notdienst vom Rettungsdienst organisatorisch getrennt.

## Abgrenzung zur Notaufnahme
Die meisten Krankenhäuser haben eine Notaufnahme als durchgehend geöffneter Ambulanzdienst. Unter Ärztlicher Notdienst versteht man aber speziell den extramuralen Sektor, also außerhalb der Krankenhäuser. Hierbei geht es um allgemeinmedizinische Diagnostik, schwere Notfälle werden an den Rettungsdienst weitergeleitet, der dann die Überstellung in die Notaufnahme übernimmt. Der ärztliche Notdienst soll insbesondere auch die Ambulanzen der Krankenhäuser von leichteren Fällen entlasten, die nicht zur Kernkompetenz des Krankenhauses wie stationäre Behandlungen gehören.
Die Notaufnahme ist insbesondere abzugrenzen von den Notfallpraxen des ärztlichen Notdienstes. In vielen Orten wird der ärztliche Notdienst von zentralen Notfallpraxen gewährleistet. Diese sind oft auf dem Gelände oder innerhalb eines Krankenhauses gelegen, jedoch organisatorisch von der Notaufnahme getrennt.
Wenn diese organisatorische und räumliche Trennung der ambulanten Notfallversorgung  aufgehoben ist, spricht man von einer Portalpraxis. Angestellte des Krankenhauses und Angestellte der Kassenärztlichen Vereinigung sitzen nebeneinander an einem Tresen oder Schalter. Hier erfolgt die gemeinsame Triage mit dem Ziel einer sachgerechten Weiterleitung des Patienten entweder in die Krankenhausambulanz (Zentrale Notaufnahme) oder aber zum diensthabenden niedergelassenen Arzt meistens im Nebenraum („Notdienstpraxis“). In beiden Fällen kann gegebenenfalls anschließend vom jeweiligen Dienstarzt eine stationäre Krankenhausbehandlung verordnet werden. Für die Patienten gibt es einen gemeinsamen Wartebereich. In aufkommensschwachen Zeiten wird die Schaltertätigkeit an der Rezeption einschließlich der Triage manchmal sogar nur von einer Medizinischen Fachangestellten allein erledigt.

## Nationales

### Deutschland
Jeder niedergelassene Arzt hat in Deutschland die Pflicht, am ärztlichen Notdienst teilzunehmen. Rechtsgrundlage sind die Heilberufsgesetze der Bundesländer, die diese öffentliche Dienstpflicht begründen. Die näheren Details sind in den Berufsordnungen der Ärztekammern und in Notfalldienstordnungen geregelt. Der ärztliche Notdienst ist in Deutschland auch Teil des Sicherstellungsauftrags der Kassenärztlichen Vereinigungen nach Paragraf 75 Absatz 1 SGB V. (Daher spricht man in Deutschland oft auch vom sog. Kassenärztlichen Notdienst oder Kassenärztlichen Bereitschaftsdienst).
Andere Ausdrücke dafür sind: Allgemeinärztlicher Notfall- oder Not- oder Bereitschaftsdienst oder Kollegialer hausärztlicher Vertretungsdienst außerhalb der werktäglichen üblichen Praxisöffnungszeiten. In der DDR hieß der Dienst Dringlicher Hausbesuchsdienst – DHD. Er war eine Abteilung der Schnellen Medizinischen Hilfe – SMH.
Wegen der Verwechslungsgefahr mit dem Rettungs- oder Notarztdienst ist die Kassenärztliche Bundesvereinigung dazu übergegangen, vom ärztlichen „Bereitschaftsdienst“ zu sprechen. In den Gesetzestexten steht weiterhin „Notdienst“.

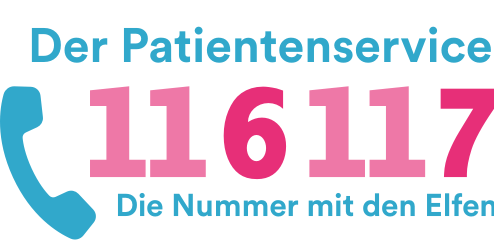
Logo mit den Elfen

#### Telefonische Erreichbarkeit
In fast allen Bundesländern gibt es mittlerweile landesweite Vermittlungszentralen für die Vermittlung im ärztlichen Bereitschaftsdienst. Seit April 2012 gibt es die bundesweit einheitliche Rufnummer 116 117.
Unter der bundeseinheitlichen Rufnummer 116 117 können sich Anrufer in dringenden, aber nicht lebensbedrohlichen Fällen außerhalb der normalen Praxiszeiten, nach Angabe der Postleitzahl, an einen Bereitschaftsarzt in ihrer Umgebung vermitteln lassen. Die Rufnummer ist sowohl aus den Fest- als auch aus den Mobilfunknetzen entgeltfrei. Für Hör- und Sprachgeschädigte ist ein Faxformular vorhanden.
Die Rufnummer 116 117 wurde 2009 von der Europäischen Kommission EU-weit für den Bereitschaftsdienst für ärztliche Hilfe in nicht lebensbedrohlichen Situationen reserviert. Die Initiative ging von der Kassenärztlichen Vereinigung Brandenburg aus. In Deutschland wurde diese Nummer der Kassenärztlichen Bundesvereinigung zugeteilt. Deutschland ist das erste Land in der EU, das die Nummer eingeführt hat.
Am 16. April 2012 erfolgte der bundesweite Start der Rufnummer. In Baden-Württemberg, im Saarland und in Teilen von Rheinland-Pfalz und Hessen wurde die Nummer später freigeschaltet.
Im Rahmen der Ablauforganisation und Priorisierung der COVID-19-Impfungen konnten impfwillige Bürger parallel zu den kommunalen Hotline-Nummern auch die bundesweit einheitliche Rufnummer 116117 kontaktieren.
Im November 2021 wurde der Bereitschaftsdienst in Rheinland-Pfalz so umgestellt, dass Patienten sich nicht mehr direkt an Bereitschaftszentralen wenden können, sondern sich im Fall von akuten Beschwerden außerhalb der Hausarztsprechstunden an die telefonische Hotline 116117 wenden, welche klärt, ob der Patient zu der nächstgelegenen Bereitschaftspraxis fahren soll, ob ein Notarzt kommt oder ob ein Bereitschaftsarzt zu dem Erkrankten nach Hause kommt.
Die Nummer 116117 wurde bei Einführung mit den Schauspielerinnen Monika Anna Wojtyllo als Elf 6 und Melanie Stahlkopf als Elf 7 beworben. Die Bildrechte dazu sind Ende 2021 abgelaufen, so dass ab 2022 zwei gezeichnete Elfen für die Nummer 116117 werben.

#### Praxen bzw. Notfallpraxen
Der Ärztliche Notdienst macht erforderlichenfalls auch Hausbesuche; die Entscheidung über die tatsächliche Notwendigkeit obliegt der Einschätzung des Arztes. In der Regel werden gehfähige Patienten in die Praxis bestellt. Die Notfallpraxen können während der Öffnungszeiten ohne Anmeldung aufgesucht werden. Ausnahmen sind fachärztliche Notfallsprechstunden; diese Fachärzte (zum Beispiel Kinder-, Augen- und HNO-Ärzte) vereinbaren den Behandlungstermin meistens telefonisch mit dem Patienten.
Bundesweit ist es in den letzten Jahren zur Gründung zahlreicher zentral gelegener Notfallpraxen gekommen, bei denen mindestens zwei Ärzte im Dienst sind, einer für die in der Praxis erscheinenden Patienten, einer für Hausbesuchsfahrten. Die Notfallpraxen können in der Regel ohne vorherige Terminvereinbarung aufgesucht werden.

#### Kosten für die Versicherten
Die Kosten für die Nutzung des Ärztlichen Notdienstes werden wie bei einem normalen Arztbesuch abgerechnet und von der Gesetzlichen Krankenversicherung oder der Privaten Krankenversicherung des Patienten getragen.
Anders als im Rettungsdienst werden die Kosten für den Betrieb der Infrastruktur, also z. B. Räumlichkeiten und Einrichtung für Notfallpraxen und Callcenter, Fahrzeuge und nicht-ärztliche Mitarbeiter, nicht von Krankenkassen oder öffentlichen Trägern wie Kreisen, Städten und Gemeinden geleistet, sondern monatlich auf die zum Notdienst verpflichteten Ärzte umgelegt und diesen entweder direkt von den Honorarabrechnungen der Kassenärztlichen Vereinigungen abgezogen oder bei ausschließlich privat tätigen Ärzten als Gebührenbescheid zugestellt. Nur die Fahrtkosten im sogenannten Fahrdienst werden erstattet; die Ärzte geben bei der Abrechnung (auch von Sternfahrten) sogenannte Doppelkilometer (Entfernung zwischen Abholort des Arztes und Patientenwohnung) an.

### Österreich
Neben dem eigentlichen Rettungsdienst (mit Notärzten) existiert in Österreich seit 1968 der Ärztefunkdienst (ÄFD) oder Ärztenotdienst mit der Notrufnummer 141, der von der österreichischen Ärztekammer bzw. dem Österreichischen Roten Kreuz, aber nicht bundeseinheitlich, betrieben wird.
In Kärnten kann über diese Telefonnummer abgeklärt werden ob ein Arztbesuch nötig ist, es ist auch möglich diesen Besuch gleich zu koordinieren.
In Niederösterreich wurden die Notrufe 141 und 144 nach Vorwürfen von Diagnosefehlern im Jahr 2010 zusammengelegt, so dass beide Notrufnummern gleichwertig durch die 144 Notruf Niederösterreich abgewickelt werden. Seit 1. April 2013 ist auch der europaweite Serviceruf 116 117 zu Notruf Niederösterreich freigeschaltet.
In Tirol wird die entsprechende Einrichtung als allgemeinmedizinischer Bereitschaftsdienst bezeichnet.
In Vorarlberg erreicht man unter 141 die Vorarlberger Rettungs- und Feuerwehrleitstelle, diese vermittelt an einen ordinierenden Arzt für Allgemeinmedizin.
In Wien wird man via Notrufnummer 141 telefonisch von Ärzten für Allgemeinmedizin betreut, die gemeldete Beschwerden und Erkrankungen vorab klären bzw. die Patienten beraten. Bei Bedarf erfolgt ein Hausbesuch, wobei diese Ärzte meist von einem Sanitäter (zugleich Fahrer) bei ihrer Tätigkeit unterstützt werden. In Linz funktioniert die Versorgung auf die gleiche Weise.